# Stéphane Le Foll

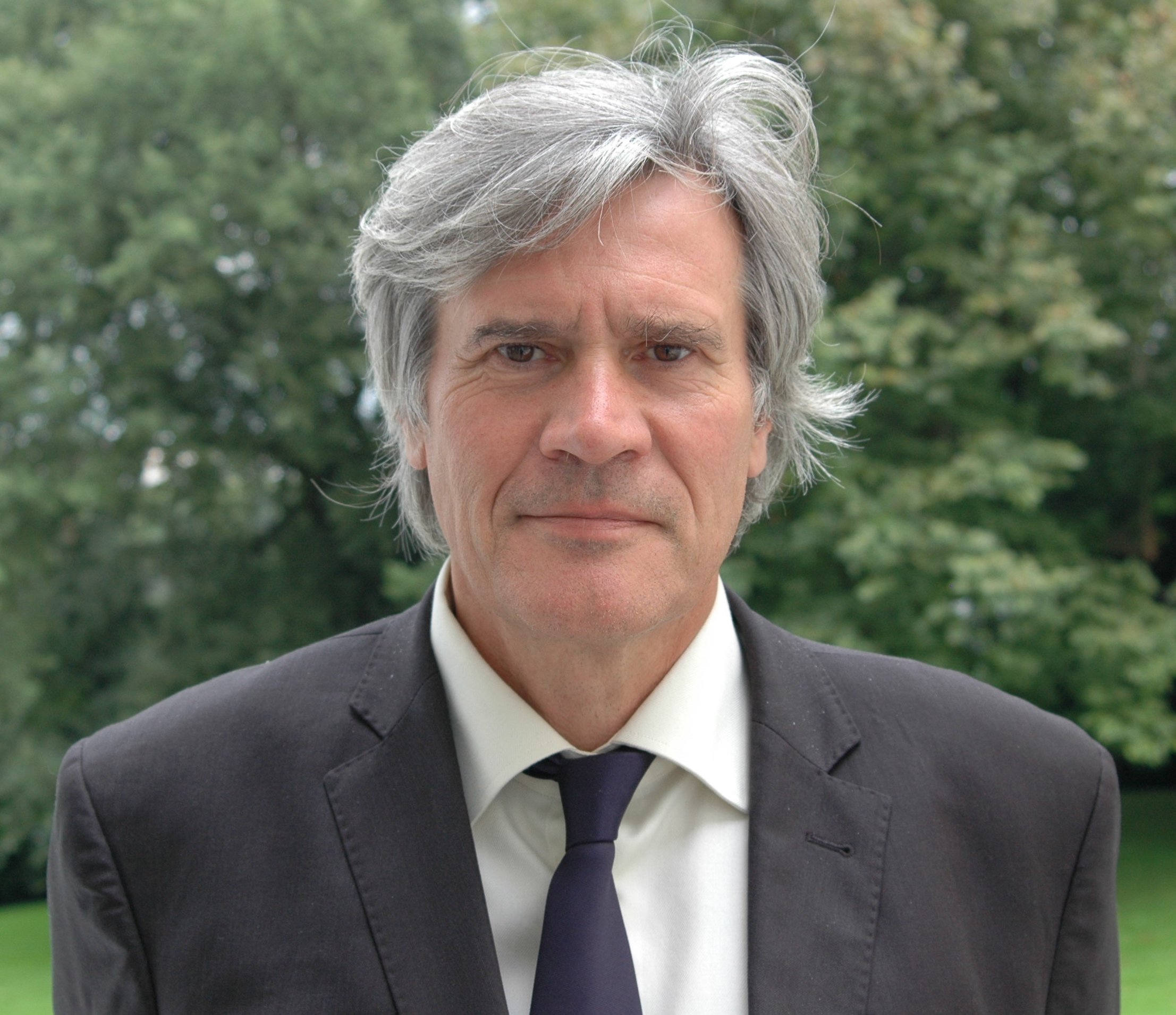
Stéphane Le Foll (2014)

Stéphane Le Foll [ste 'fan lə 'fɔl] (* 9. Februar 1960 in Le Mans) ist ein französischer Politiker der sozialistischen Partei PS und war vom 16. Mai 2012 bis zum 10. Mai 2017 französischer Landwirtschaftsminister. Seit 2014 war er auch Regierungssprecher. Er war Mitglied des Europäischen Parlaments. 
Le Foll studierte Wirtschaftswissenschaften und schloss sein Studium mit einem Diplôme d’études approfondies (1988) sowie einem Diplôme professionnel spécialisé am Conservatoire national des arts et métiers (1993) ab. Von 1987 bis 1991 war er Lehrer für das Fach Wirtschaft in Rouillon und in La Ferté-Bernard und gab Kurse an der Universität Nantes.
Von 1983 bis 1995 war Le Foll Mitglied des Gemeinderats von Longnes; 2002 bis 2004 saß er im Stadtrat von Le Mans und war Vizepräsident der Metropolregion Le Mans. Von 1997 bis 2008 leitete er das Kabinett von François Hollande, dem Chef der Parti Socialiste. Im November 2008 wurde er zum Vorsitzenden der PS im Département Sarthe gewählt.
Bei der Europawahl 2004 wurde Le Foll in das Europäische Parlament gewählt, dem er bis zum 15. Mai 2012 angehörte. Hier war er Mitglied im Ausschuss für Landwirtschaft und ländliche Entwicklung sowie, seit der Europawahl 2009, stellvertretender Vorsitzender der sozialdemokratischen Fraktion S&D.
Bei der Parlamentswahl in Frankreich 2007 kandidierte Le Foll, musste sich jedoch bereits im ersten Wahlgang gegen seinen Gegenkandidaten der konservativen UMP, den späteren Premierminister François Fillon, geschlagen geben. Bei der französischen Parlamentswahl 2012 gewann Le Foll ein Mandat im Département Sarthe, das allerdings wegen seiner Tätigkeit in den Regierungen der Präsidentschaft von François Hollande ruhte. Diesen gehörte er erstmal im Kabinett Ayrault I als Minister für Landwirtschaft und Ernährung an, in den folgenden Regierungen Ayrault II, Valls I, Valls II und Cazeneuve behielt er jeweils sein Ressort. Ab der Regierung Valls I hatte er zusätzlich die Funktion des Regierungssprechers inne.